# Sit ściśniony
Sit ściśniony (Juncus compressus Jacq.) – gatunek roślin z rośliny sitowatych. Występuje w strefie umiarkowanej Europy i Azji, jako introdukowany także w Ameryce Północnej. W Polsce pospolity na obszarze całego kraju. 

## Morfologia

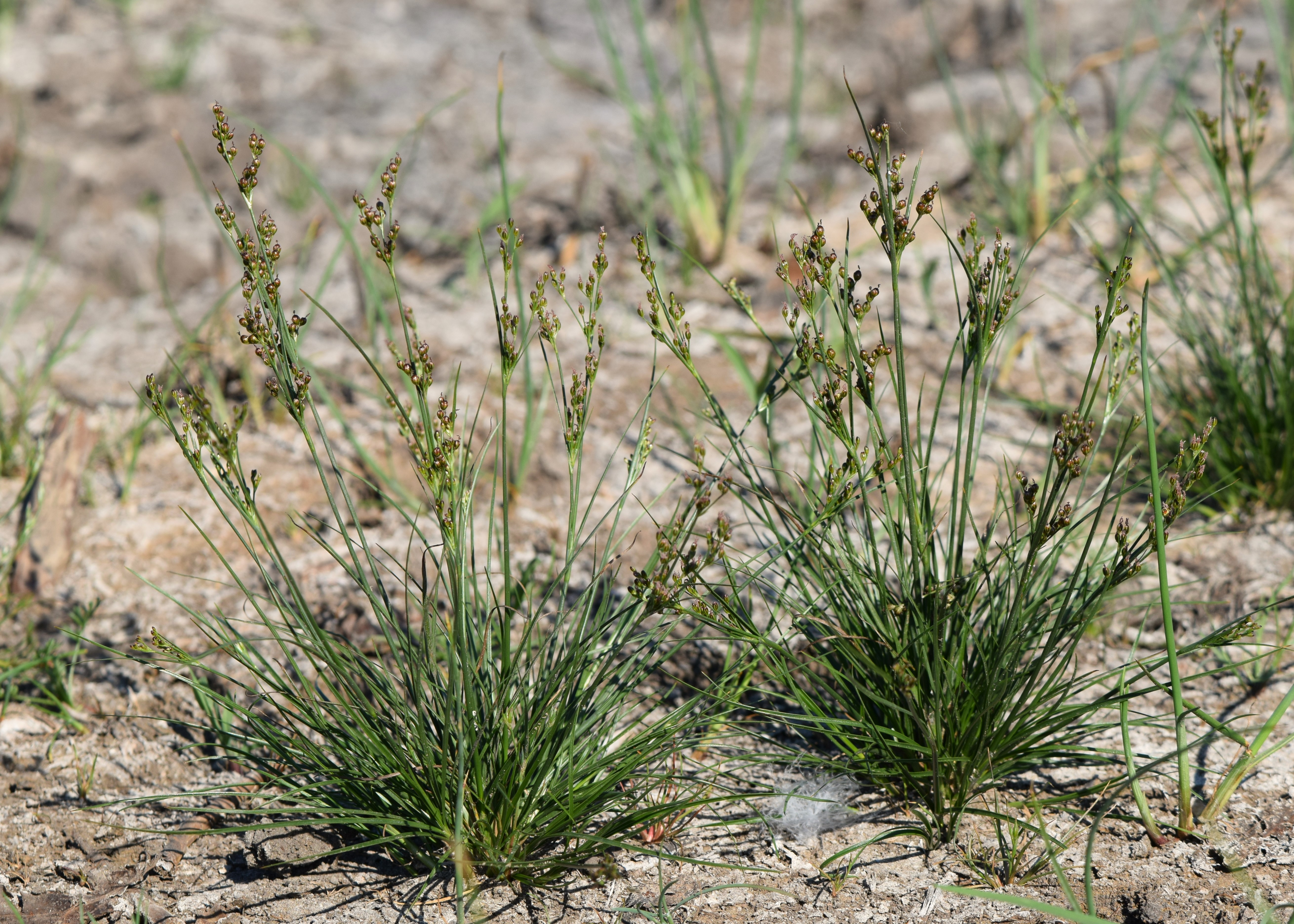
Pokrój

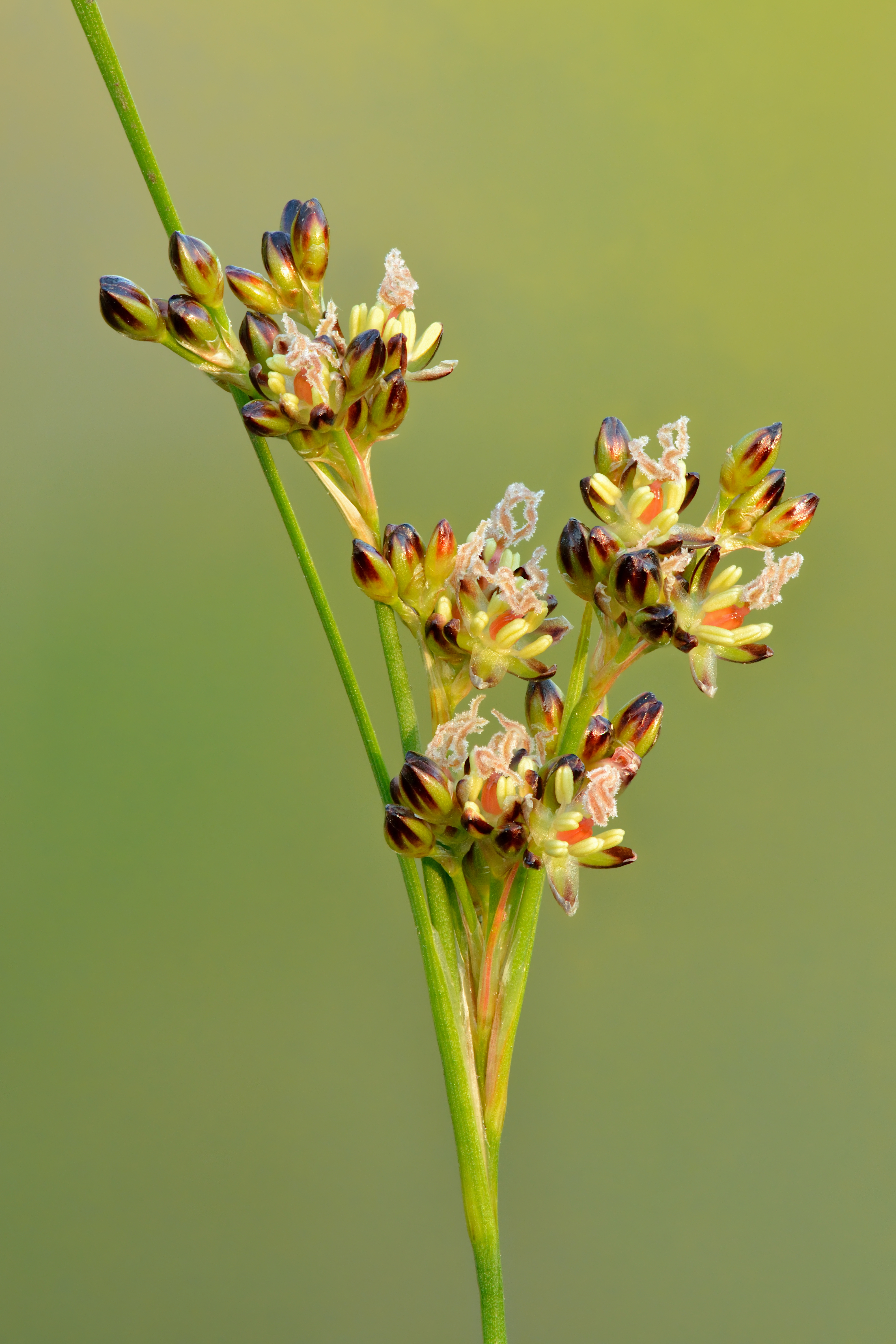
Kwiatostan

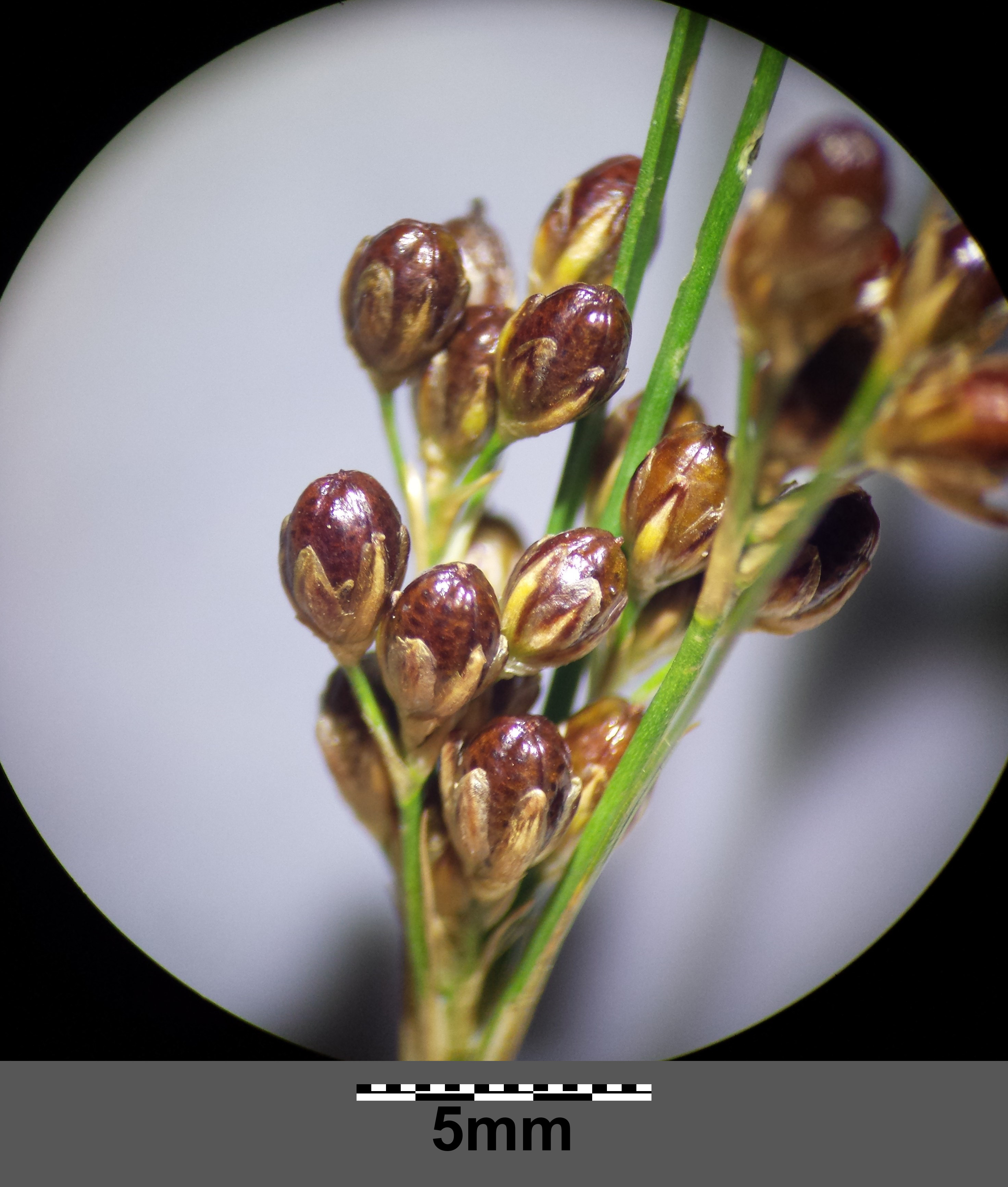
Owoce

PokrójBylina z płożącym kłączem.
ŁodygaO długości 15–30 cm, szarozielona, spłaszczona, w połowie długości z jednym liściem.
LiścieRynienkowate, odziomkowe w liczbie 3–5.
KwiatostanW postaci rozpierzchłej, szczytowej wierzchotki.
KwiatyObupłciowe, stojące pojedynczo lub po kilka. Podsadki najczęściej mają długość kwiatostanu; działki okwiatu długości ok. 2 mm, o równej długości, tępe, szeroko obrzeżone, barwy jasnobrunatnej z zielonym grzbietem.
OwocTorebka prawie kulista, barwy jasnobrunatnej, dłuższa od działek okwiatu.

## Biologia i ekologia
Bylina. Kwitnie od czerwca do września. Rośnie na wilgotnych łąkach, pastwiskach i przy brzegach wód. Jest gatunkiem charakterystycznym muraw zalewowych ze związku Agropyro-Rumicion crispi (głównie w zespole Blysmo-Juncetum compressi).